# Udupi
Udupi (más nevén Udipi, kannada nyelven: ಉಡುಪಿ) város Indiában, a Malabár-parton, Karnátaka államban. Mangalortól kb. 60 km-re északra fekszik. Lakossága 125 ezer, elővárosokkal 165 ezer fő volt 2011-ben.
A városban minden út a centrumban lévő nagy térre vezet, ahol a bazár mellett a Krisna-templom áll. Itt van minden kereskedelmi és szellemi tevékenység központja ebben a nyüzsgő zarándokvárosban. A hagyomány alapján a híres, 14. századi visnuista tanító, Mádhava alapította a templomot. A város elsősorban a januárban és februárban tartott látványos ünnepekről nevezetes, amikor fából készült vallási szekereket húznak a hívők a szent körzet körül. 
A 4 km-re keletre levő Manipál ipari és oktatási központ.

## Fordítás
- Ez a szócikk részben vagy egészben  az   Udupi című angol Wikipédia-szócikk fordításán alapul.  Az eredeti cikk szerkesztőit annak laptörténete sorolja fel. Ez a jelzés csupán a megfogalmazás eredetét és a szerzői jogokat jelzi, nem szolgál a cikkben szereplő információk forrásmegjelöléseként.
- Ez a szócikk részben vagy egészben  az   Udupi című német Wikipédia-szócikk fordításán alapul.  Az eredeti cikk szerkesztőit annak laptörténete sorolja fel. Ez a jelzés csupán a megfogalmazás eredetét és a szerzői jogokat jelzi, nem szolgál a cikkben szereplő információk forrásmegjelöléseként.